# Jeffersontown
Jeffersontown é uma cidade localizada no estado americano de Kentucky, no Condado de Jefferson.

## Demografia
Segundo o censo americano de 2010, a sua população era de 26595 habitantes.

## Geografia
De acordo com o United States Census Bureau tem uma área de
25,8 km², dos quais 25,8 km² cobertos por terra e 0,0 km² cobertos por água. Jeffersontown localiza-se a aproximadamente 191 m acima do nível do mar.

## Localidades na vizinhança
O diagrama seguinte representa as localidades num raio de 4 km ao redor de Jeffersontown.